# Kamikaze

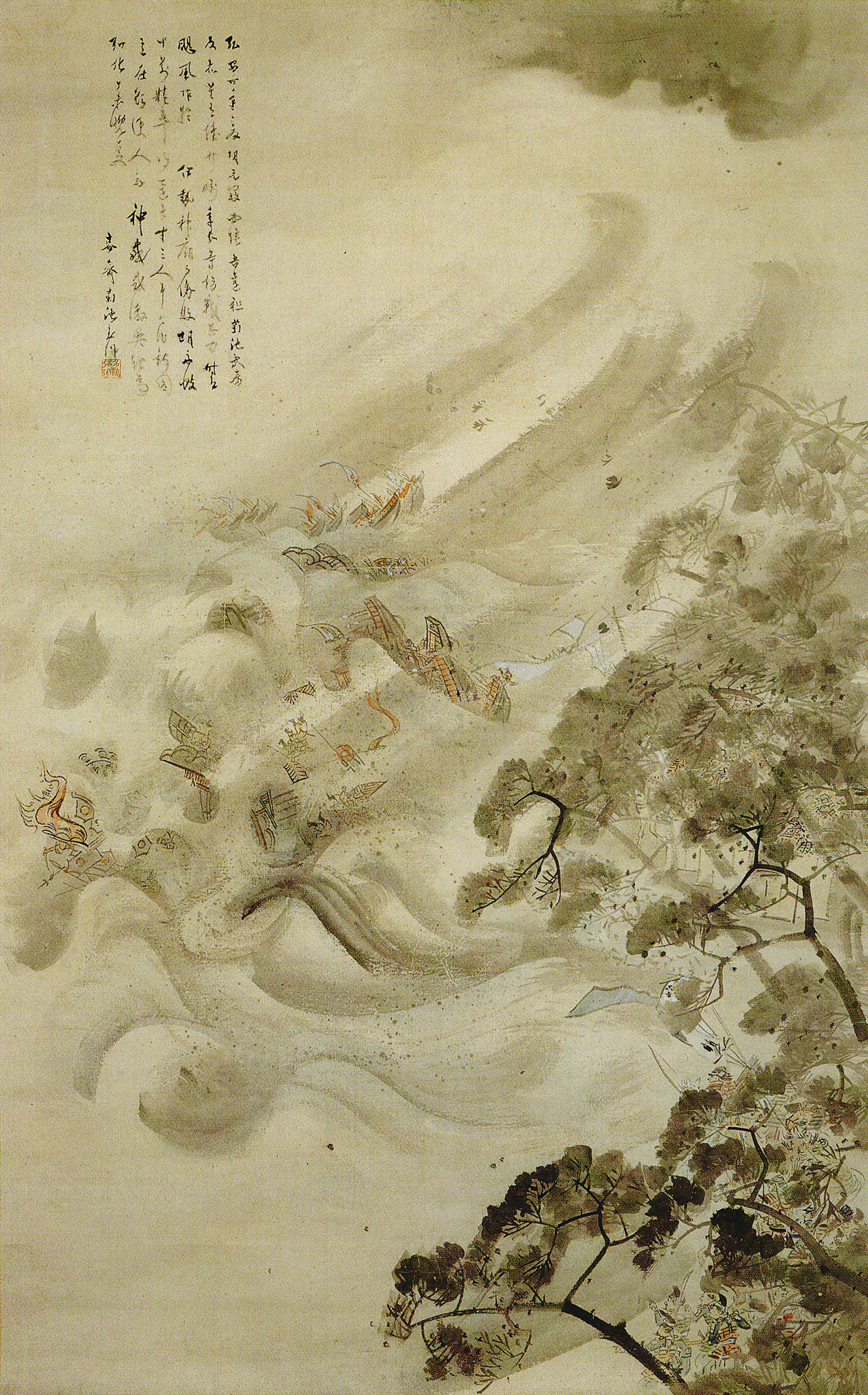
A mongol flottát tájfun szórta szét (Kikucsi Jószai, Tokiói Nemzeti Múzeum

A kamikaze (神風) japán szó, jelentése ’isteni szél’. Eredetileg azokat a trópusi ciklonokat nevezték így, amelyek kétszer is elpusztították a Japánt megtámadó mongol flottát a 13. században. A második világháborúban az öngyilkos japán pilóták elnevezésére szolgált, akik szándékosan, más forrás szerint „rettegve, kétségek között, vagy éppen feljebbvalóikat átkozva” repültek neki az ellenség hadihajóinak, hogy életük feláldozása árán elsüllyesszék őket.

## Akamikazeetimológiája

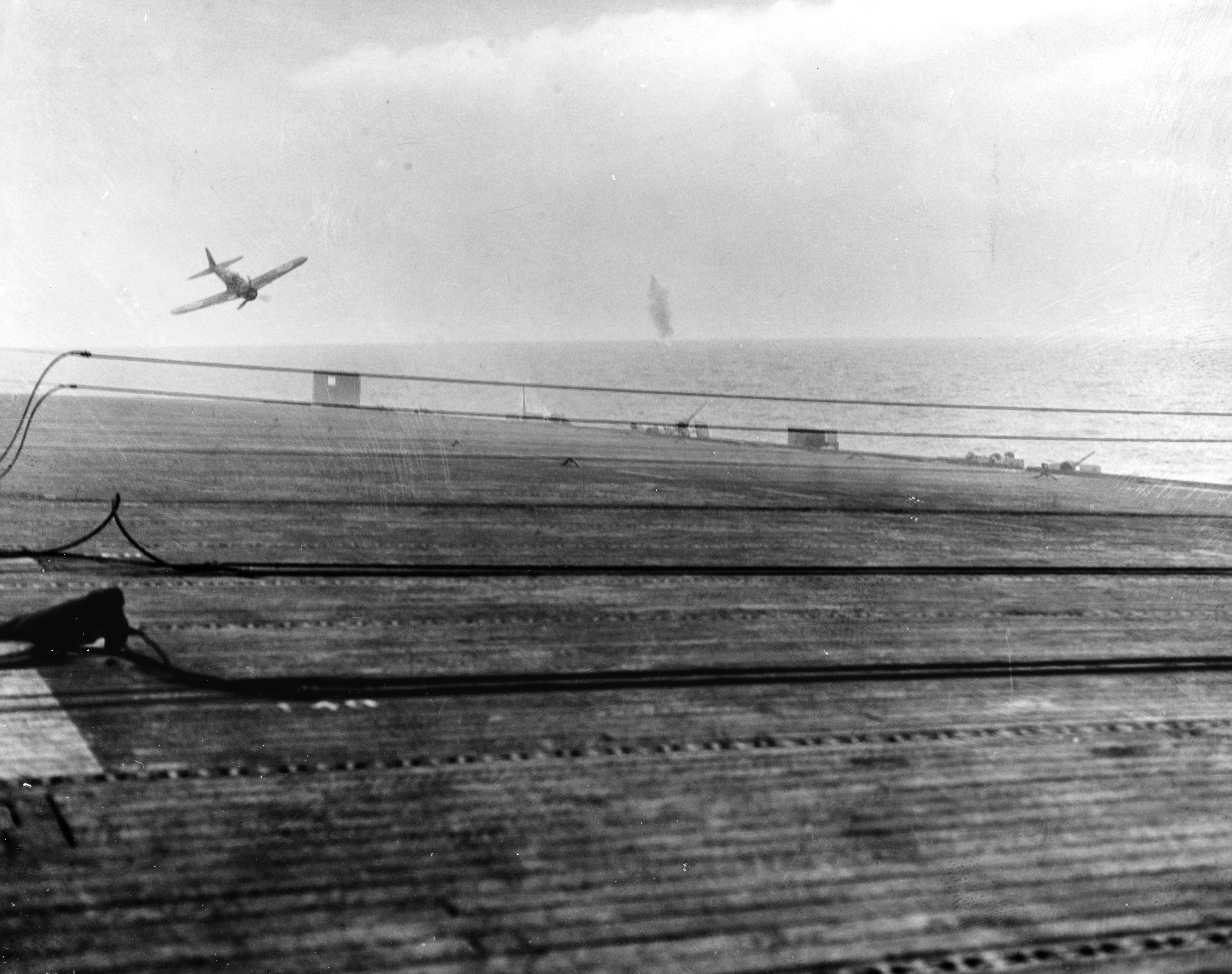
Mitsubishi Zero A6M5 kamikazerepülő támadása a USS White Plains (CVE 66) amerikai hadihajó ellen

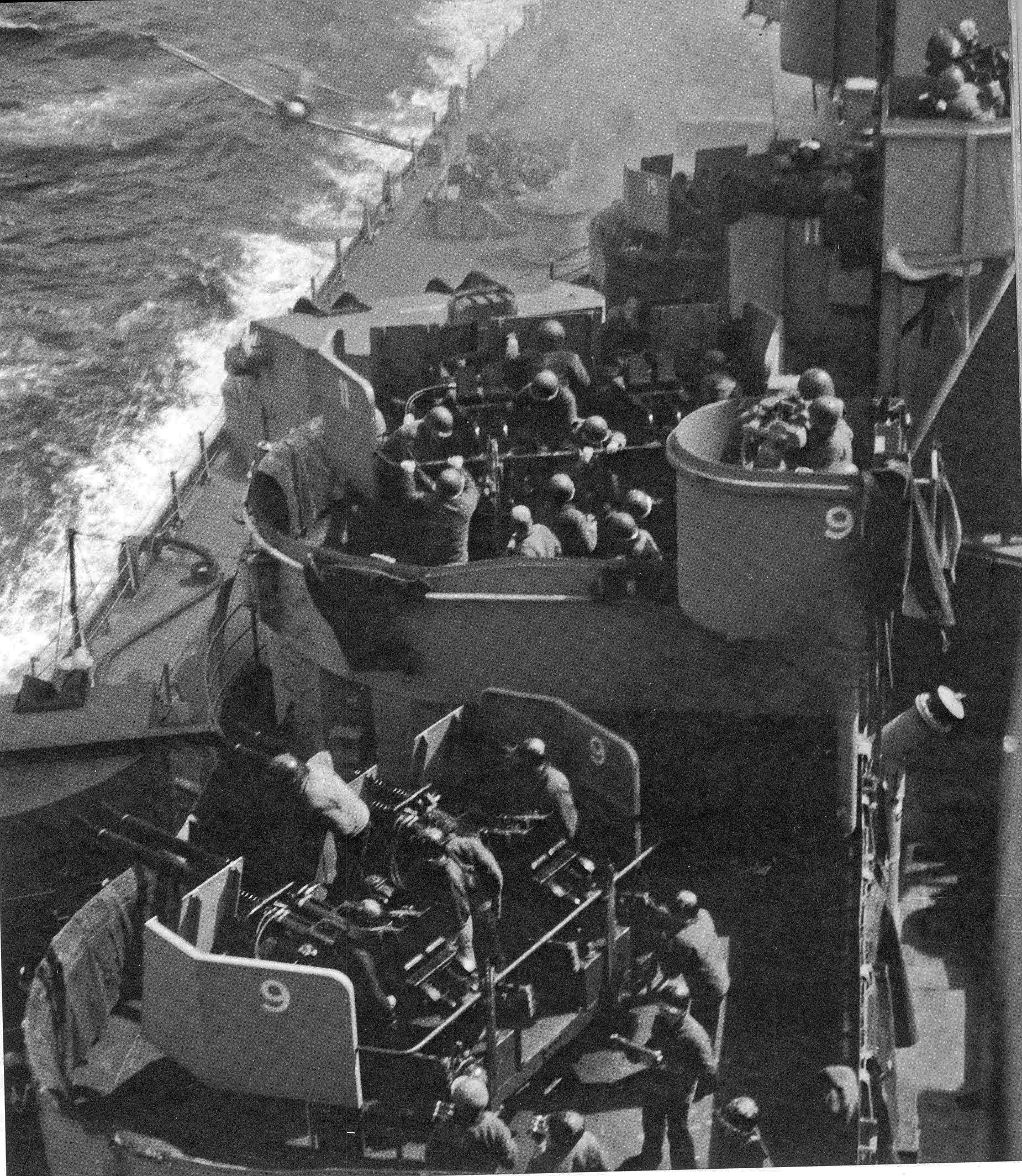
A6M Zero (balra fent) a USS Missouri (BB 63) páncélos hadihajó elleni támadás közben

A kamikaze szót általában ’'isteni szél’'nek fordítják (kami = isten, szellem, istenség, kaze = szél). Kamikazénak nevezték azokat a heves ciklonokat, amelyek szétszórták a Japánt megszállni készülő mongol flotta hajóit 1274 és 1281 között.
1944-ben a Japán Császári Haditengerészet különleges tengerészrepülő alakulatokat hozott létre azzal a céllal, hogy öngyilkos akciókban semmisítsék meg a nyugati szövetségesek hadihajóit a csendes-óceáni hadszíntéren (egy hajó - egy kamikaze repülőgép). Az alakulatok hivatalos neve Japánban sinpú tokubecu kógeki tai (sinpú tokkótai) (isteni szél különleges támadó egység). Az Egyesült Államokban a sinpú tokkótai írásjeleit tévesen kamikazénak olvasták.
Az alakulat megalakulását megelőzően is előfordult a japán katonák körében az öngyilkos támadás végrehajtása, amikor pl. repülőgéppel, vagy kibiztosított kézigránáttal rohantak az ellenség soraiba (esetenként lőszerraktárakat véve célba), hogy így okozzanak veszteségeket nekik. Ezek a támadások viszont a katonák egyéni hozzáállásától függtek, de aztán a felsőbb vezetés is úgy mérte fel, hogy ez a taktika akár hatásos is lehet.

## A taktika története
1944 őszén Japán jelentősen meggyengült a hadviselés terén. Óriási veszteségeket szenvedett, 3 repülőgép-hordozót (400 géppel és közel 500 főnyi legénységgel) semmisített meg a szövetségesek hadereje. Tapasztalt pilótákat veszítettek, amikor 100 gépet ért találat. A japán hadiipar nem tudta pótolni a veszteségeket. Amikor a szövetségesek flottája közel nyomult a japán szigetekhez, a Fülöp-szigeteki olaj- és nyersanyagellátásuk forgott veszélyben. Ilyen körülmények között döntött a Japán Birodalmi Hadsereg vezetése a kamikaze taktika kidolgozásáról és bevetéséről. Ez a kényszer igazolta a hadirepülőgépek és az életüket is feláldozó pilóták harci bevetését.
A vereség, a fogság és az elszenvedett szégyen helyett a halál választása mélyen gyökerezett a japán katonai kultúrában. A szamuráj életmód és a busidó törvényeinek egyik alappillére a halálig tartó hűség és becsület.
A japán hadvezetés ezen kívül különböző öngyilkos merényleteket is tervezett, illetve hajtott végre tengeralattjárók, torpedók, nagysebességű motorcsónakok bevonásával.
Az öngyilkos akciók beindulása előtt volt példa a szándékos lezuhanásra mind a japán, mind pedig a szövetséges oldalon, ha a repülőgép komolyan megsérült és ha a pilóta nem akart fogságba kerülni. De ez egyéni, pillanatnyi döntés volt a pilóta részéről, mert gondolatban már felkészült a halálra.

## A taktika alkalmazása
A 16 gépből álló különleges egységet először 1944. október 21-én vetették be. A szemtanúk szerint a HMAS Australia ausztrál cirkálót érte támadás a Fülöp-szigeteki Leyte-öbölben. Az egység gépei közül egy kamikaze csapódott a cirkálóba. Három japán kamikaze gépet megsemmisítettek a hadihajóról leadott lövéssorozatok. Az ausztrál hajón 30 fő meghalt és hatvannégy megsebesült, köztük volt az ausztrál haderők parancsnoka John Augustine Collinskötelékparancsnok is.

Ónisi Takidzsiro, altengernagy a kamikaze taktika atyja

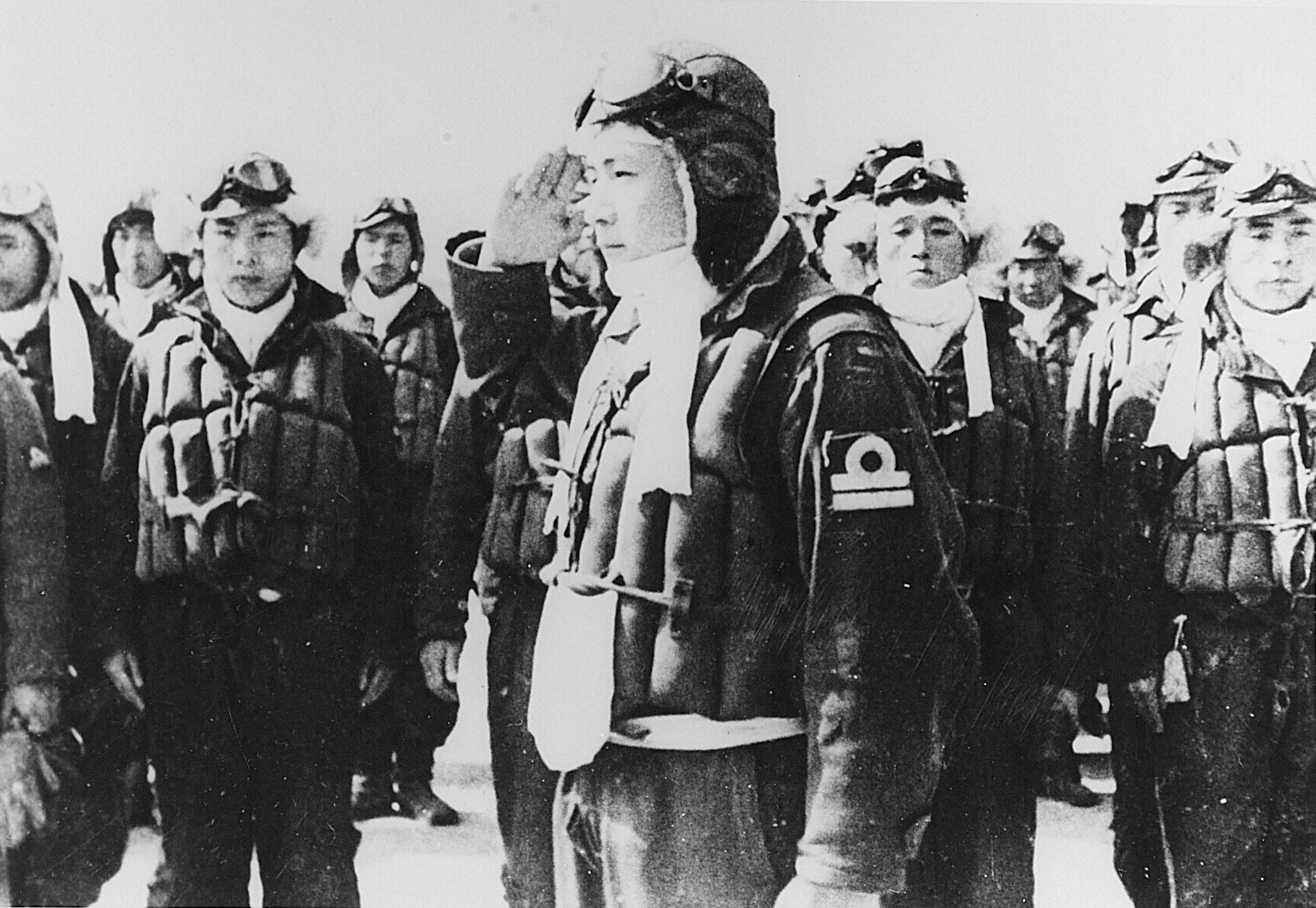
Egy kamikaze pilóta tiszteleg, amikor megkapja a parancsot

A tokkótai elvének megalkotója, Ónisi Takidzsiró altengernagy 1945. augusztus 16-án, Japán kapitulációja után szeppukut hajtott végre főhadiszállásán. Levelet hagyott hátra, melyben bocsánatot kért a közel 4 000 feláldozott pilóta családjától.

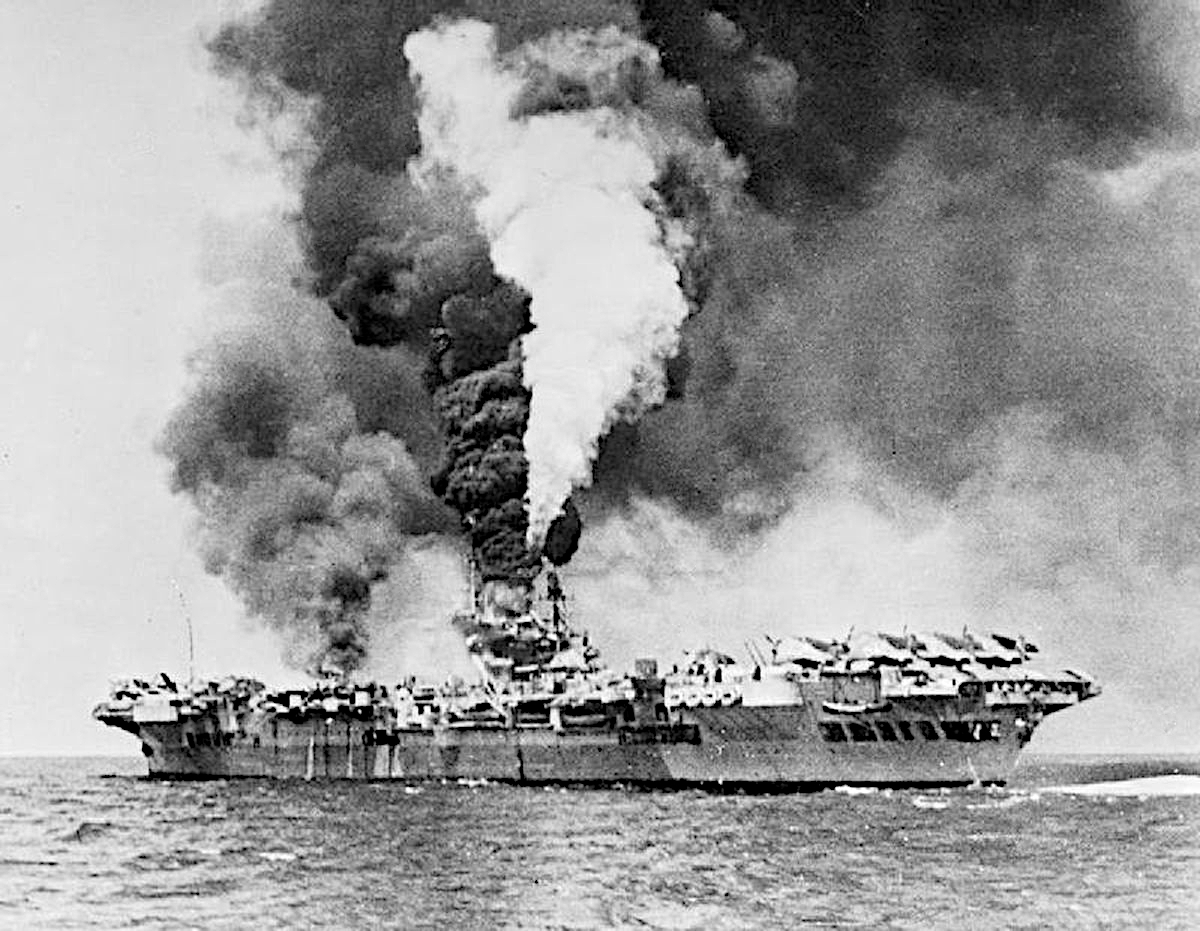
A brit Illustrious osztályú HMS Formidable repülőgép-hordozó sikeres kamikaze támadás után 1945. május 4-én.
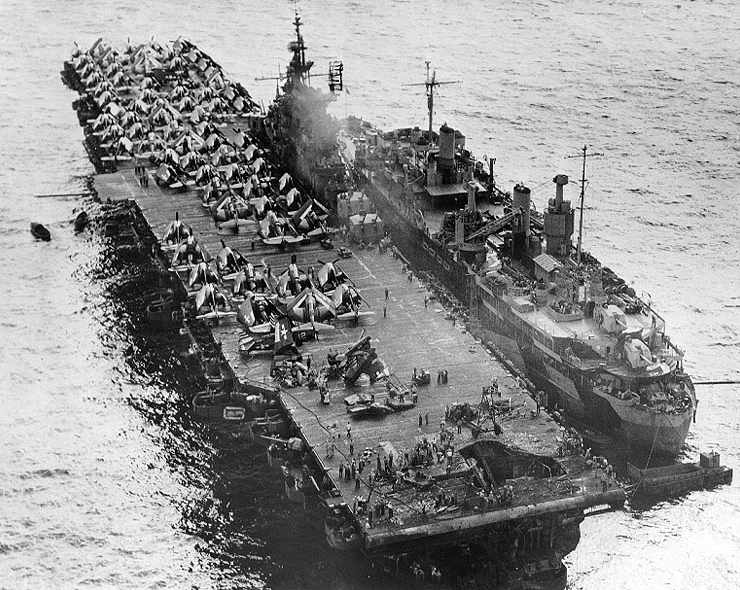
Az USS Randolph (CV-15) fedélzetének sérülése az 1945. március 11-i  kamikaze támadás után
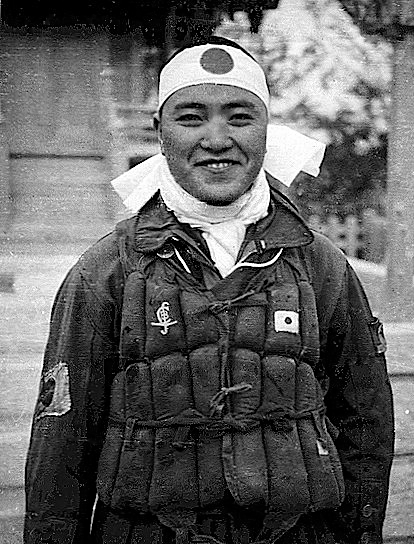
Kijosi Ogava 1945. május 11-én életét vesztette az USS Bunker Hill CV-17 elleni támadás közben
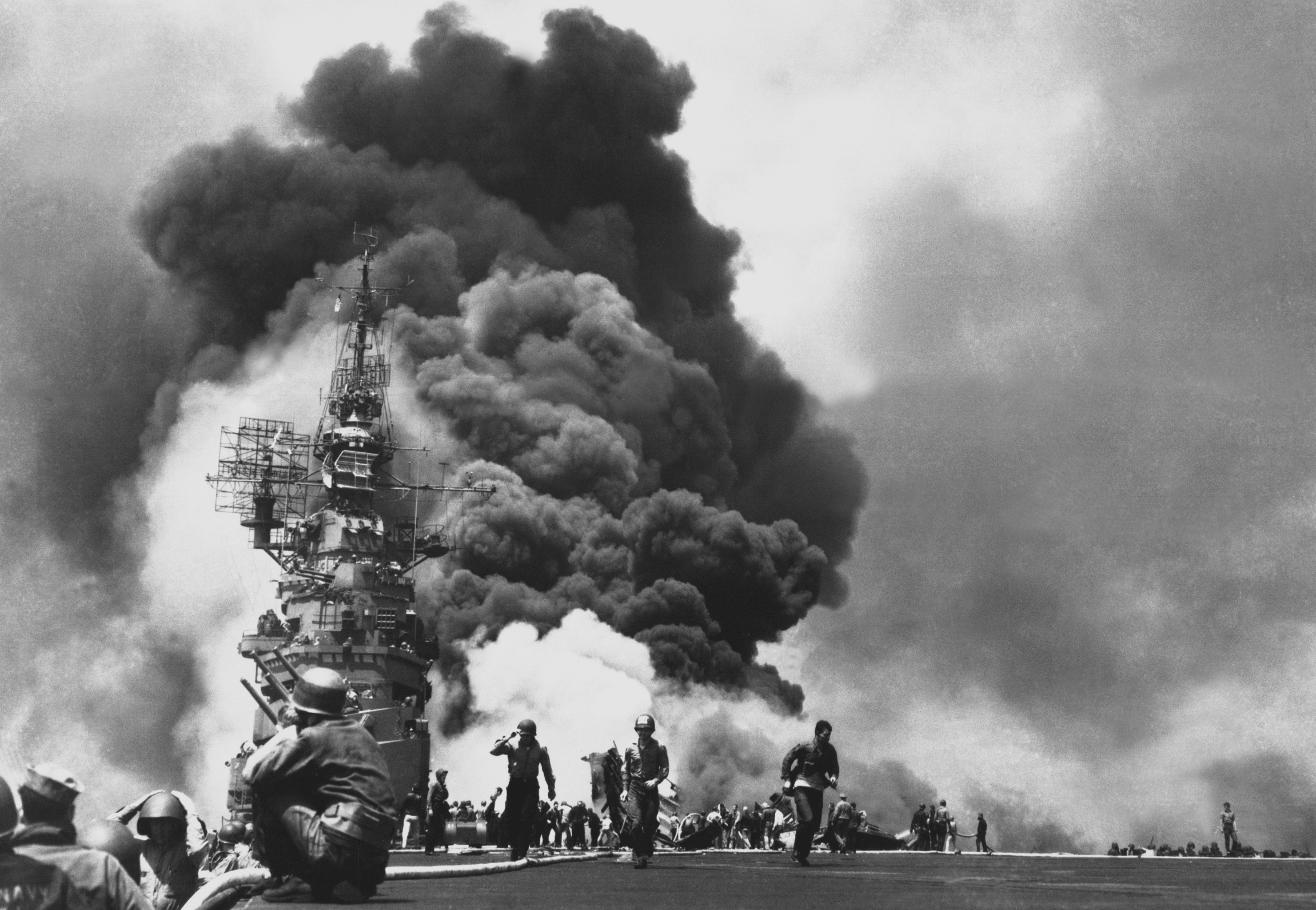
Az Essex osztályú hordozó, a USS Bunker Hill CV-17 fedélzetébe csapódott Kijosi Ogava és egy másik pilóta által vezetett repülőgép 1945. május 11-én. A hadihajó 2600 főnyi legénységéből 372 fő halt meg
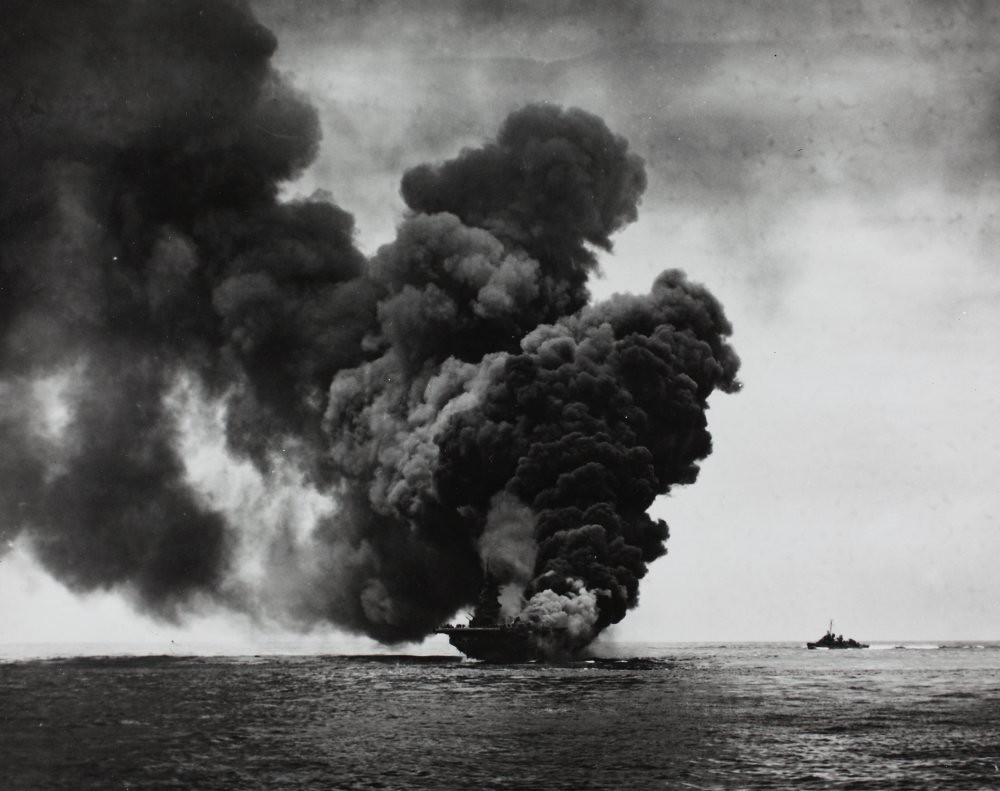
Az égő USS Bunker Hill CV-17 repülőgép-hordozó, Okinawa, 1945. május 11.

## Kamikazerepülőgép-típusok
- Jokoszuka MXY-7 Óka
- Mitsubishi A6M Zero
- Nakajima Ki–43 Hajabusza

## Fordítás
- Ez a szócikk részben vagy egészben  a   Kamikaze című angol Wikipédia-szócikk fordításán alapul.  Az eredeti cikk szerkesztőit annak laptörténete sorolja fel. Ez a jelzés csupán a megfogalmazás eredetét és a szerzői jogokat jelzi, nem szolgál a cikkben szereplő információk forrásmegjelöléseként.